# Федерація кунгфу Європи
Федерація кунгфу Європи (EKF) була створена у 2009 році.
Головною метою є об’єднання всіх зацікавлених у розвитку кунгфу організацій та окремих людей на території континенту. Також EKF радо приймає в асоційовані члени та підтримує вступ та участь у заходах співтовариства та команди з кунгфу інших країн з усього світу.
Федерація кунгфу Європи (EKF) є співзасновником Міжнародної федерації кунгфу (IKFF).

## Керівництво
Президент – Матулевський Микола Анатолійович, президент Федерація кунгфу Європи (EKF), віце-президент Міжнародної федерації кунгфу (IKFF), президент Федерації ушу/гунфу та цігун України, президент Федерації куошу України, Заслужений тренер України, Майстер спорту України міжнародного класу, суддя Міжнародної категорії, багаторазовий чемпіон світу з традиційного ушу та кунгфу, майстер 8 дану кунгфу (EKF), 5 дану ушу (CWA) та 5 дану куошу (ICKF).
Перший віцепрезидент – Рабаданов Магомедкаміль Набієвич, голова Комітету з саньда Міжнародної федерації кунгфу (IKFF), Заслужений тренер Росії, майстер 7 дану кунгфу.
Віцепрезидент – Солодиліна Людмила Яківна, голова Комітету з таолу Міжнародної федерації кунгфу (IKFF), віцепрезидент Федерація кунгфу Європи (EKF), президент Федерації кунгфу України, Заслужений тренер України, Майстер спорту України міжнародного класу, головний тренер збірних команд України з кунгфу, суддя Міжнародної категорії, багаторазова чемпіонка світу та Європи з традиційного ушу та кунгфу, майстер 8 дану кунгфу (EKF), 5 дану ушу (CWA) та 5 дану куошу (ICKF).
Адреса Федерації: 02002, м. Київ, вул. Кибальчича 11-В, адреса вебсайту: www.eurokungfu.info, www.EKF.name

## Склад федерації
До складу Федерації кунгфу Європи (EKF) входять: у статусі повного члена - Азербайджан, Вірменія, Болгарія, Бельгія, Білорусь, Грузія, Греція, Іспанія, Італія, Ліван, Німеччина, Польща, Росія, Туреччина, Україна; у статусі асоційованого члена - Іран, Казахстан, Китай, Киргизстан, США, Узбекистан.
Федерація кунгфу Європи (EKF) була співорганізатором у 2009-2012 роках кубків Світу з бойових мистецтв (Ялта, Україна) та організатором 1-го чемпіонату Європи з кунгфу (2013 рік, Ялта, Україна), 2-го чемпіонату Європи з кунгфу (2016 рік, Львів, Україна) та 3-го чемпіонату Європи з кунгфу (2018 рік, Єреван, Вірменія).
Матулевський Микола Анатолійович - віце-президент Міжнародної федерації кунгфу (IKFF), президент Федерації кунгфу Європи (EKF), президент Федерації ушу/гунфу та цігун України, президент Федерації куошу України, Заслужений тренер України, Майстер спорту України міжнародного класу, суддя Міжнародної категорії, багаторазовий чемпіон світу з традиційного ушу та кунгфу, майстер 8 дану кунгфу (EKF), 5 дану ушу (CWA) та 5 дану куошу (ICKF).
Солодиліна Людмила Яківна - голова Комітету з таолу Міжнародної федерації кунгфу (IKFF), віце-президент Федерації кунгфу Європи (EKF), президент Федерації кунгфу України, Заслужений тренер України, Майстер спорту України міжнародного класу, головний тренер збірних команд України з кунгфу, суддя Міжнародної категорії, багаторазова чемпіонка світу та Європи з традиційного ушу та кунгфу, майстер 8 дану кунгфу (EKF), 5 дану ушу (CWA) та 5 дану куошу (ICKF).